# 法律学舎
法律学舎（ほうりつがくしゃ）は明治時代に存在した法律学校。日本最初の私立法律学校といわれる。

## 概要
1874年（明治7年）、元田直により東京府神田五軒町に設立される。1876年（明治9年）に神田小川町に、1877年（明治10年）に神田錦町に移転する。代言業（弁護士）が多忙になったためか、錦町への移転を機に法律学の教育は止め、代言業の専業となる。その後、1879年（明治12年）に麹町区有楽町、さらに京橋区弥左衛門町に移転し、1880年（明治13年）5月頃まで代言事務所『法律学舎』は存在した。元田の同郷の金丸鉄、元田の下にいた伊藤修、ボアソナードの門下生である薩埵正邦らが東京法学社（現・法政大学）を創立する際に、元田はその助力をし、東京法学社講法局を媒介として、その母体の1つとして今日の法政大学に命脈を伝えている。

## 主な教員
- 元田直
- 依田薫
- 名村泰蔵
- 沼間守一
- 本多潤

## 主な出身者
- 伊藤修
- 榊原経武
- 沢田寧
- 田代進四郎
- 皆川四郎
- 村松亀一郎
- 藤野政高

## 参考
- 文部科学省 専門学校の創設
- 澤大洋, 「民権派代言事務所と私立法律学校の創成」『東海大学紀要. 政治経済学部』 23巻 p.15-39 1992年, 東海大学政治経済学部, ISSN 0389200X